# Lijst van golfbanen in Zweden
Deze onvolledige lijst tracht een overzicht te geven van golfbanen in Zweden. Weergegeven zijn de banen waarop in ieder geval het SAS Masters is gespeeld.

## Gotland
Op het eiland Gotland zijn vijf banen met 18 holes of meer:
- Gotska Golf Club 18 holes
- Gumbalde Golf Club 18 holes
- När Golf Club, 18 holes
- Slite Golf Club, 18 holes
- Visby Golf Club, 1953, 27 holes

Verder:
- Hästnäs Golfbana, Pay & Play
- Ljugarn Golf Club Wood negen holes
- Lugnet Golf negen holes Pay & Play
- Nygårds Golf, Pay & Play
- Petsarve Gårdsgolf, Pay & Play
- Stenkyrka Golf Tjauti, Pay & Play
- Suderbys Golf Club, negen  holes

## Elders in Zweden
- Arlandastad Golf
- Barsebäck Golf & Country Club, Malmö, 1969 - Båstad Golf Club, 1930 - Bokskogens Golf Club, Malmö
- Frosaker Golf & Country Club, Ladies Open 2009 - Forsgardens Golf Club
- Halmstad Golf Club, Solheim Cup 2007
- Kristianstads Golf Club
- Kungsängen Golf Club, 1989
- Linköpings Golf Club
- Molle Golf Club, 1943
- Örkelljunga Golf Club, Örkelljunga in Skåne, 1989
- Royal Drottningholm Golf Club, 1959, op de kroondomeinen
- Stockholm Golfclub, Stockholm, 1904[1]
- Torekovs Golf Club, Torekov, 1924
- Ullna Golf Club, Uppland, 1981
- Vasatorps Golf Club, Helsingborg - Vellinge Golf Club, 1988